# توني كرايغ
توني كرايغ (بالإنجليزية: Tony Craig) (20 أبريل 1985 غرينتش المملكة المتحدة - ) هو لاعب كرة قدم بريطاني، يلعب كمدافع، لعب 147 مباراة وسجل هدفين.

## مسيرته

### مسيرته مع الأندية
- 2003 - 2007 لعب مع نادي ميلوول 5 مباريات سجل خلالها هدفين.
- 2004 - 2005 لعب مع ويكمب وندررز 14 مباراة.
- 2007 - 2008 لعب مع كريستال بالاس 13 مباراة.
- 2011 - 2011 لعب مع نادي ليتون أورينت 4 مباريات.
- 2012 - 2015 لعب مع نادي برينتفورد 111 مباراة.

## روابط خارجية
- توني كرايغ على موقع قاعدة بيانات كرة القدم.إي يو (الإنجليزية)
- توني كرايغ على موقع Soccerbase.com (لاعب) (الإنجليزية)
- توني كرايغ على موقع Soccerway.com (الإنجليزية)